# Halowe Mistrzostwa Świata w Lekkoatletyce 2003 – trójskok kobiet
Trójskok kobiet – jedna z konkurencji rozgrywanych podczas halowych mistrzostw świata w lekkoatletyce w 2003. Kwalifikacje odbyły się 14 marca, a finał został rozegrany 15 marca.
Do kwalifikacji zgłoszonych zostało 16 zawodniczek z 13 państw.
Zawody w tej konkurencji wygrała reprezentantka Wielkiej Brytanii Ashia Hansen. Drugą pozycję zajęła zawodniczka z Kamerunu Françoise Mbango Etone, trzecią zaś reprezentująca Senegal Kéné Ndoye.

## Wyniki

### Kwalifikacje
Źródło: 
Grupa A
| Miejsce | Zawodniczka        | Państwo   | Podejście | Podejście | Podejście | Wynik | Uwagi |
| Miejsce | Zawodniczka        | Państwo   | #1        | #2        | #3        | Wynik | Uwagi |
| ------- | ------------------ | --------- | --------- | --------- | --------- | ----- | ----- |
| 1.      | Kéné Ndoye         | Senegal   | 13,64     | 14,33     | –         | 14,33 | NR    |
| 2.      | Baya Rahouli       | Algieria  | 14,27     | –         | –         | 14,27 | NR    |
| 3.      | Carlota Castrejana | Hiszpania | 13,61     | 14,10     | 13,99     | 14,10 |       |
| 4.      | Tereza Marinowa    | Bułgaria  | 13,49     | 14,09     | 13,77     | 14,09 |       |
| 5.      | Trecia Smith       | Jamajka   | 13,44     | X         | 13,66     | 13,66 |       |
| 6.      | Olga Cepero        | Kuba      | 13,51     | 13,54     | X         | 13,54 | PB    |
| 7.      | Alina Dinu         | Rumunia   | 13,44     | X         | 11,50     | 13,44 |       |
| 8.      | Huang Qiuyan       | Chiny     | 12,89     | 12,46     | 13,23     | 13,23 |       |

Grupa B
| Miejsce | Zawodniczka            | Państwo         | Podejście | Podejście | Podejście | Wynik | Uwagi |
| Miejsce | Zawodniczka            | Państwo         | #1        | #2        | #3        | Wynik | Uwagi |
| ------- | ---------------------- | --------------- | --------- | --------- | --------- | ----- | ----- |
| 1.      | Ashia Hansen           | Wielka Brytania | 14,61     | –         | –         | 14,61 |       |
| 2.      | Françoise Mbango Etone | Kamerun         | 14,10     | 14,39     | –         | 14,39 |       |
| 3.      | Anna Piatych           | Rosja           | 13,85     | 14,18     | 14,09     | 14,18 |       |
| 4.      | Adelina Gavrilă        | Rumunia         | 14,13     | 14,00     | 14,14     | 14,14 |       |
| 5.      | Magdelín Martínez      | Włochy          | 14,09     | 14,09     | 14,07     | 14,09 |       |
| 6.      | Tatjana Lebiediewa     | Rosja           | 13,74     | 14,09     | 13,78     | 14,09 |       |
| 7.      | Chrisopiji Dewedzi     | Grecja          | 13,39     | 13,81     | 13,93     | 13,93 |       |
| 8.      | Olga Wasdeki           | Grecja          | X         | 13,84     | 13,87     | 13,87 |       |

### Finał
Źródło: 
| Miejsce | Zawodniczka            | Państwo         | Podejście | Podejście | Podejście | Podejście | Podejście | Podejście | Wynik | Uwagi |
| Miejsce | Zawodniczka            | Państwo         | #1        | #2        | #3        | #4        | #5        | #6        | Wynik | Uwagi |
| ------- | ---------------------- | --------------- | --------- | --------- | --------- | --------- | --------- | --------- | ----- | ----- |
| 01 !    | Ashia Hansen           | Wielka Brytania | 14,77     | X         | 14,56     | 14,62     | 15,01     | X         | 15,01 | WL    |
| 02 !    | Françoise Mbango Etone | Kamerun         | 14,88     | 14,35     | 14,57     | 14,24     | X         | 14,73     | 14,88 | AR    |
| 03 !    | Kéné Ndoye             | Senegal         | 14,26     | 14,37     | 14,33     | 14,33     | 14,33     | 14,72     | 14,72 | NR    |
| 4.      | Anna Piatych           | Rosja           | 14,32     | X         | 14,14     | X         | 14,35     | X         | 14,35 |       |
| 5.      | Magdelín Martínez      | Włochy          | 13,94     | 14,10     | 14,26     | 14,18     | 14,12     | 14,32     | 14,32 |       |
| 6.      | Carlota Castrejana     | Hiszpania       | 13,99     | 13,81     | 14,04     | 13,86     | 14,11     | 14,32     | 14,32 | NR    |
| 7.      | Baya Rahouli           | Algieria        | 14,17     | 14,22     | 14,14     | 14,10     | 14,31     | 13,98     | 14,31 | NR    |
| 8.      | Adelina Gavrilă        | Rumunia         | 13,36     | 13,92     | X         | 13,81     | –         | –         | 13,92 |       |